# Barbosella circinata
Barbosella circinata är en orkidéart som beskrevs av Carlyle August Luer. Barbosella circinata ingår i släktet Barbosella och familjen orkidéer.
Artens utbredningsområde är Panamá. Inga underarter finns listade i Catalogue of Life.